# 김문석 (1926년)
김문석(金文錫, 1926년 6월 25일 ~ 2014년 8월 7일)은 대한민국의 언론인, 정치인이다. 본관은 김해(金海)이고 경상북도 예천 출생이다.
국학대학교(지금의 고려대학교) 법학과에서 학사 학위 취득하였으며 민주한국당 국회의원을 지냈다. 또한 한국재건건설협회 회장, 한국수자원개발공사 사장, 가락중앙종친회 회장 등을 역임했다.

## 역대 선거 결과
| 실시년도 | 선거  | 대수 | 직책     | 선거구 | 정당       | 득표수      | 득표율         | 순위       | 당락 | 비고 |
| -------- | ----- | ---- | -------- | ------ | ---------- | ----------- | -------------- | ---------- | ---- | ---- |
| 1981년   | 총선  | 11대 | 국회의원 | 전국구 | 민주한국당 | 3,495,829표 | \| \| 21.6% \| | 전국구 3번 |      | 초선 |
|          | 21.6% |      |          |        |            |             |                |            |      |      |